# La torre (Hofmannsthal)
La Torre (Der Turm) è una tragedia in cinque atti di Hugo von Hofmannsthal (1874-1929), scritta nel 1927-1929, rappresentata per la prima volta nel 1928 e pubblicata in volume postuma nel 1934.

## Trama
Sigismondo, figlio dell'immaginario re Basilio di Polonia, è stato imprigionato fin dalla nascita in una oscura Torre dal padre, impaurito da una profezia secondo il quale il figlio lo avrebbe calpestato per salire al trono. Per aiutarlo a sopportare la prigionia, Julian (custode della Torre e precettore di Sigismondo) e Anton, un domestico, hanno convinto il giovane principe che la realtà è costituita dalle tenebre della Torre, mentre la luce e il mondo esterno sarebbero illusorie, un sogno per l'appunto.
Julian riesce a convincere il Re a liberare il figlio, per una prova. Il Re, pentito, ordina che il figlio gli sia condotto davanti affinché sia messo alla prova: se questa fosse favorevole, Sigismondo sarà riconosciuto erede al trono. Per non toglierlo dal mondo artificiale nel quale è vissuto fino ad allora, Julian e Anton propinano un narcotico al giovane principe e lo portano addormentato al cospetto del Re nel palazzo reale. Ma qui il giovane, che è passato improvvisamente dalla prigione alla reggia, in un folle delirio di comando si scaglia contro il padre gettandolo a terra. La prova è fallita; Sigismondo viene arrestato e condannato a morte dal Re.
Sigismondo ritorna nell'oscurità della torre, convinto che quanto avvenuto sia un sogno. Intanto rivoluzionari guidati da Oliviero diffondono il mito del principe vittima della gelosia paterna; viene ordita una congiura per rovesciare il Re dal trono e mettere al suo posto Sigismondo, ritenuto peraltro inetto. Ma quando il popolo tumultuante giunge alla Torre per liberarlo, Sigismondo, consapevole di essere re dello spirito della civiltà, rifiuta di diventare pretesto della rivoluzione e, circondato dai suoi guerrieri tartari, scende in campo contro i rivoluzionari. Viene ferito mortalmente da Oliviero, capo dei rivoluzionari, ma prima di morire lascia la corona a un suo fratello bastardo, un ingenuo Re bambino che ha nelle vene il sangue degli eletti da Dio ed è cresciuto nei boschi alla luce della realtà.

## Genesi dell'opera
Il tema della Torre è quello della tragedia di Pedro Calderón de la Barca (1600-1681) La vita è sogno, di cui Hofmannsthal si è occupato ripetutamente a partire dal 1901 e di cui aveva intenzione di produrre un rifacimento fra il 1902 e il 1904. Probabilmente Hofmannsthal è stato influenzato anche dalla vicenda di Kaspar Hauser e da Il sogno, una vita (Der Traum, ein Leben, 1834) di Franz Grillparzer (1791-1872). Riprese la composizione della tragedia dopo il 1920 e la terminò, col titolo definitivo Der Turm nel 1924; il testo fu pubblicato sulla rivista Neue deutsche Beiträge nel 1923 (atti I e II) e nel 1925 (atti IV e V); questa versione fu rappresentata nel Ronacher Theater di Vienna il 1º giugno 1948. Successivamente Hofmannsthal modificò il V atto, soprattutto il finale; questa nuova versione sarà quella portata sulla scena nel 1928, un anno dopo la morte dell'autore, nel Prinzregententheater di Monaco di Baviera, nel Deutsches Schauspielhaus di Amburgo e nel Mainfranken Theater di Würzburg.

## Edizioni
- Hugo von Hofmannsthal, Der Turm ; Erzählungen ; Gespräche und Briefe ; Reden und Aufsätze; fa parte di Gesammelte Werke: in drei Bänden, Vol. III, Berlin : Fischer, 1934.
- Hugo von Hofmannsthal, La torre; con un saggio di Massimo Cacciari, Traduzione di S. Bortoli Cappelletto, Milano: Adelphi, 1978, ISBN 88-459-0343-5 (IV ed.)
- Hugo von Hofmannsthal, La torre; traduzione di Giorgio Manacorda, regia di Luca Ronconi, s.l.: Rai, 1979, 1 videocassetta (VHS) (144 min.)

## Rappresentazioni teatrali
- La torre, traduzione di Giorgio Manacorda. Interpreti: Miriam Acevedo, Odino Artioli, Mauro Avogadro, Andrea Benassi, Riccardo Bini, Emilio Bonucci, Michele Borri, Franco Branciaroli, Ugo Butera, Giovanni Delbecchi, Guido De Carli, Paolo Graziosi, Enzo Innocenti, Luca Massei, Luigi Miceli, Andrea Orlando, Irene Panerai, Moreno Pini, Giancarlo Prati, Virgilio Quagliato, Franco Ricordi, Niccolò Rinaldi, Fabrizio Sorbi, Mauro Stramazzo, Aldo Vitali, Gabriella Zamparini, scenografia di Gae Aulenti, costumi di Gian Maurizio Fercioni, regia di Luca Ronconi, produzione del Laboratorio di Progettazione Teatrale di Prato, Prima: 17 giugno 1978[1].